# Contracted
Contracted é um filme de terror e suspense produzido nos Estados Unidos, dirigido por Eric England e lançado em 2013.